# Riz gras
Riz gras es un plato a base de carne y arroz en la gastronomía burkinesa, la cocina de Burkina Faso. También se prepara en otros países africanos, como Senegal y Guinea. Se originó en el plato tiebou djen, un plato de arroz en la cocina senegalesa que se prepara con cantidades significativas de pescado y carne. 
El riz gras a menudo se sirve en fiestas en áreas urbanas de Burkina Faso. Se prepara con cantidades significativas de carne y verduras, y generalmente se sirve sobre arroz. Los ingredientes adicionales utilizados incluyen tomates, berenjenas, pimientos, zanahorias, repollo, cebolla, ajo, carne o caldo de verduras, aceite y sal. 

## Galería

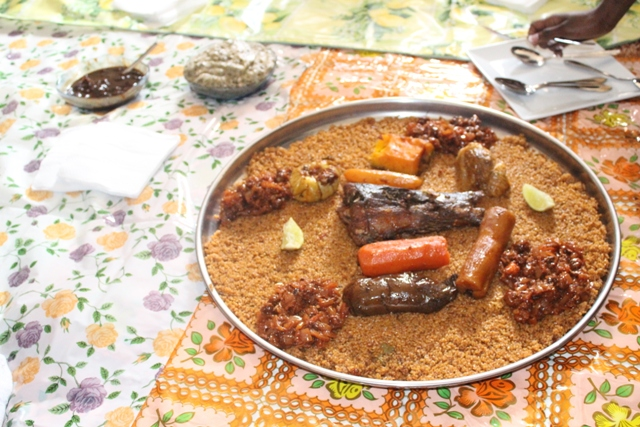
Riz gras
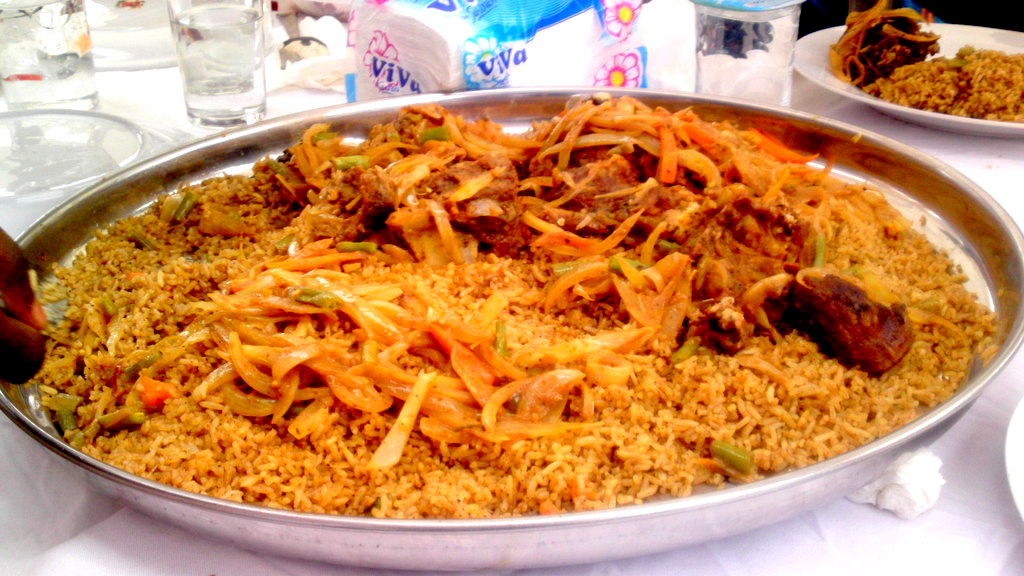
Riz gras con ternera
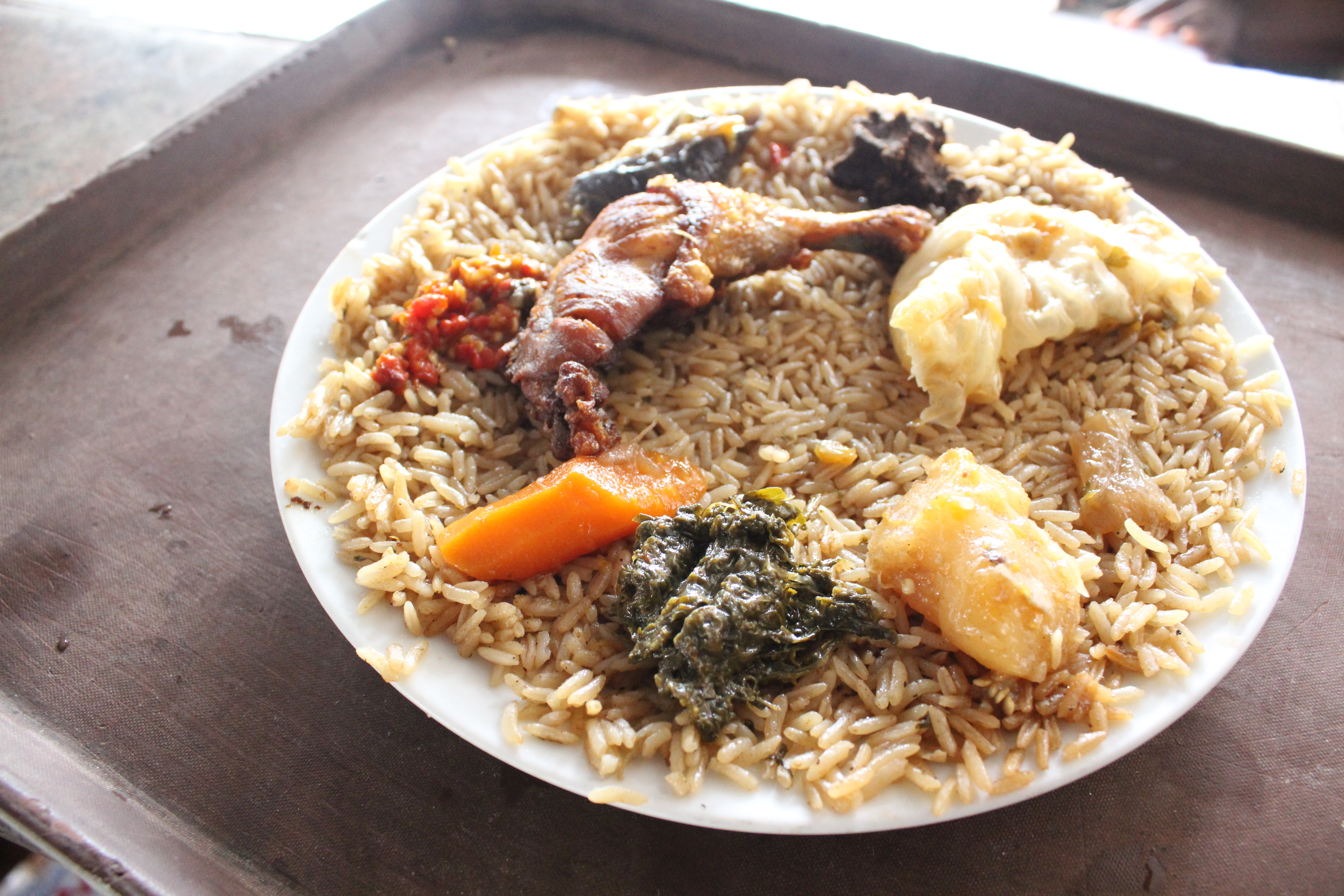
Riz gras con pollo y verduras.
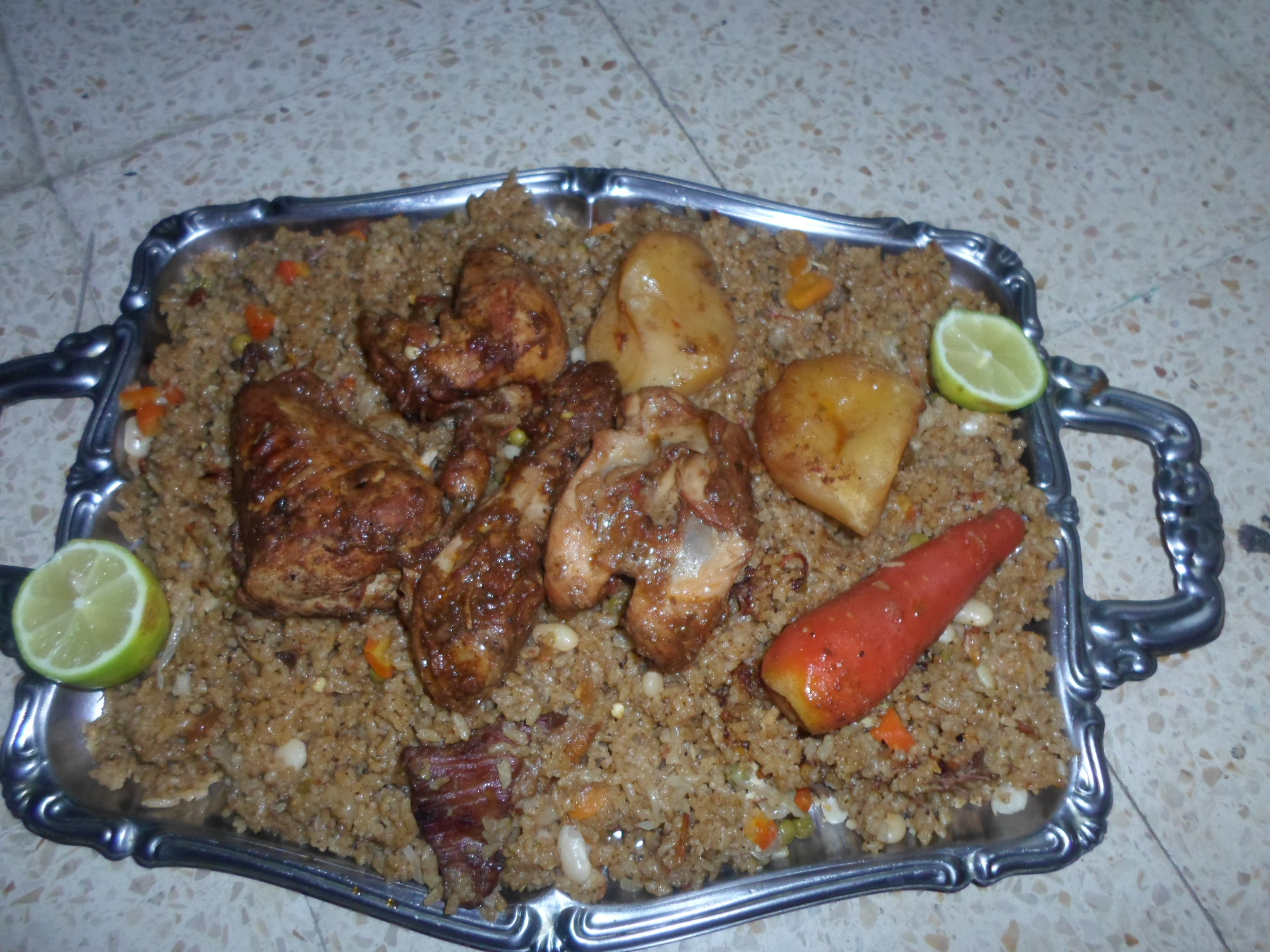
Riz gras en Guinea